# Independence Hall
Independence Hall er et nationalt mindesmærke i Philadelphia, Pennsylvania, USA. Bygningen ligger på Chestnut Street mellem 5th og 6th Street, og er mest kendt for at være stedet hvor den amerikanske uafhængighedserklæring blev diskuteret og underskrevet. Bygningen er en murstensbygning i gregoriansk stil og blev påbegyndt i 1732 og stod færdig i 1753, som Pennsylvania State House for staten Pennsylvania. Mellem 1775 og 1783 var den mødested for Kontinentale Kongres. Bygningen er nu en del af området Independence National Historic Park og blev i 1979 optaget på UNESCOs verdensarvsliste.